# VI Liceum Ogólnokształcące im. Jana Długosza w Katowicach
VI Liceum Ogólnokształcące im. Jana Długosza w Katowicach – publiczne liceum ogólnokształcące w Katowicach, którego początki sięgają 1905 roku. Siedziba szkoły znajduje się przy ulicy Lwowskiej 2, na terenie dzielnicy Szopienice-Burowiec. W 2019 roku szkoła liczyła 140 uczniów.
Patronem szkoły jest Jan Długosz.

## Historia

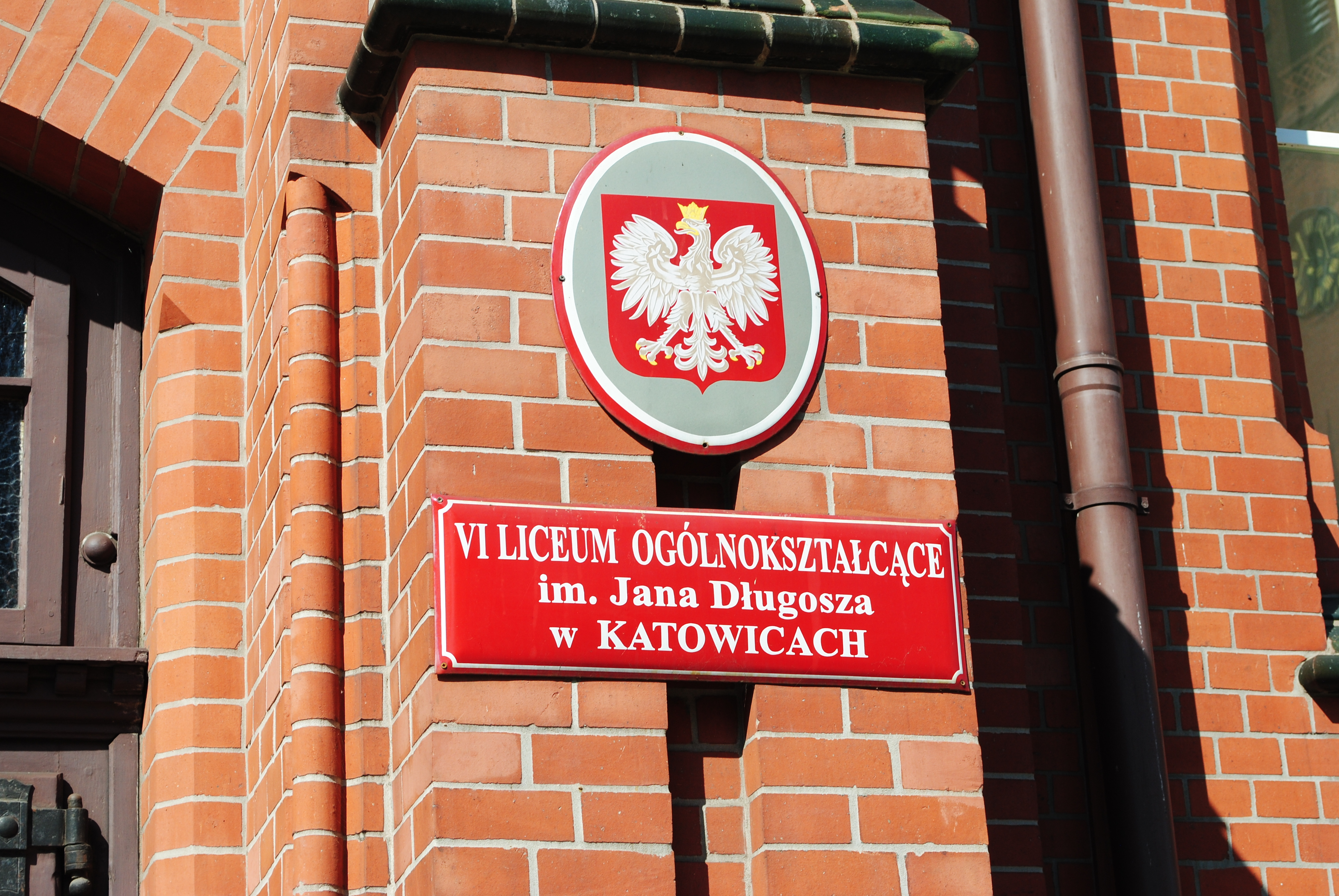
Tablica z nazwą szkoły, znajdująca się na fasadzie budynku (2020)

Budowa szkoły na granicy Roździenia i Szopienic rozpoczęła się w 1904 roku, a po jej ukończeniu, 1 lipca 1905 roku nastąpiło oficjalne otwarcie gmachu, w którym działalność rozpoczęła szkoła dla dziewcząt (Mädchenschule Nr IV). W 1914 roku w budynku szkolnym mieścił się szpital wojskowy oraz punkt żywnościowy, natomiast w czasie III powstania śląskiego siedziba dowództwa powstania śląskiego i sztab wojskowy dwóch batalionów Szopienic. W tym czasie bywał tu także dyktator powstania Wojciech Korfanty.
Po powstaniach śląskich i przyłączeniu terenów Szopienic do Polski, 1 września 1922 roku rozpoczął się normalny rok szkolny jako Szkoła Publiczna Żeńska nr IV, która była ośmioklasowa. W 1935 roku szkoła została placówką koedukacyjną. 
W 1947 roku nastąpiła reorganizacja szkoły na 11-letnią. Powstała wówczas Szkoła Ogólnokształcąca Koedukacyjna Rozwojowa. W roku szkolnym 1948/1949 zaplanowano rozbudowę budynku o przybudówkę z salą gimnastyczną i aulą. W 1957 roku na wniosek nauczycielki języka polskiego patronem szkoły został Jan Długosz. 20 kwietnia 1989 roku szkoła dostała swój sztandar.
W roku szkolnym 1991/1992 klasa, której wychowawcą był mgr Dariusz Koclejda, utworzyła Zespół Pieśni i Tańca „Szopienice”. 3 września 2001 roku została oddana do użytku sala gimnastyczna, a uroczystego otwarcia dokonał Prezydent Miasta Katowice Piotr Uszok. W czerwcu 2003 roku w szkole mieściła się siedziba młodzieżowego centrum referendalnego w sprawie dołączenia Polski do Unii Europejskiej. W 2005 roku szkoła obchodziła 100-lecie powstania szkoły.

## Dyrektorzy
- Marian Mielecki (1948–1950)
- Zygmunt Szwej (1950–1968)
- Adolf Dąbek (1968–1979)
- Lucyna Żyglicka (1979–1991)
- Bogusława Kral-Mrowiec (1991–2003)
- Dariusz Koclejda (2003–2019)
- Maciej Bachara (od 2019)[2]

## Budynek

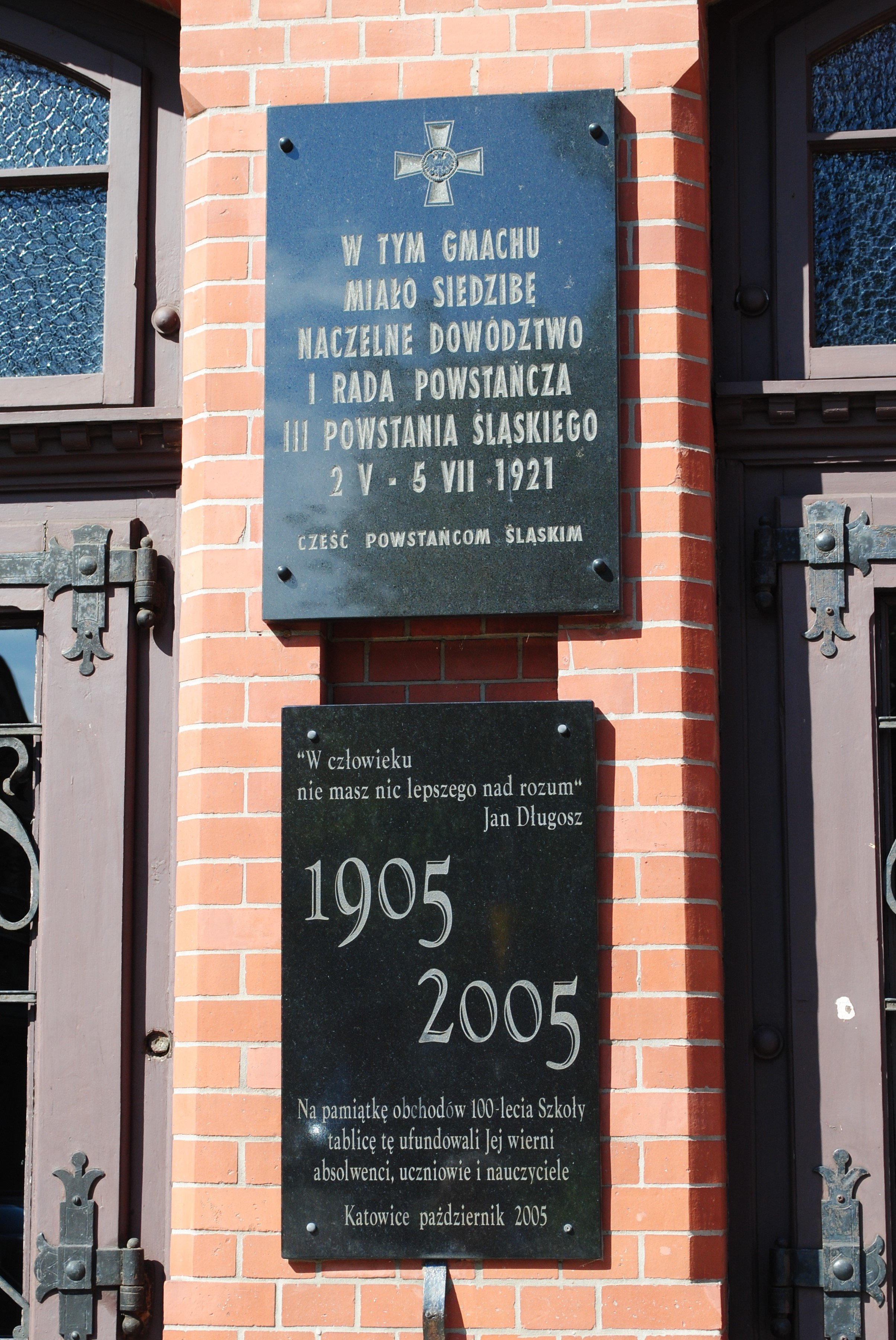
Tablice upamiętniające dawną siedzibę naczelnego dowództwa III powstania śląskiego (u góry) oraz 100-lecie powstania szkoły (na dole)

Budynek VI Liceum Ogólnokształcącego został oddany do użytku w 1905 roku. Powstał w stylu neogotyckim według projektu opolskiego budowniczego Carla Kunzego. Elewacje budynku są zdobione różnokolorowym klinkierem, płaskorzeźbami i fryzami, a w portalu wejściowym znajduje się tympanon z płaskorzeźbą ze sceną szkolną. Wpisany jest do rejestru zabytków nieruchomych pod nr. A/520/2019 z dnia 30 grudnia 1994 roku.

## Znani absolwenci
- Janusz Sidło – lekkoatleta, oszczepnik[10];
- prof. dr hab. Aleksander Sieroń – polski lekarz, doktor honoris causa, absolwent VI LO[10];
- ks. bp dr Piotr Libera – doktor literatury klasycznej i starochrześcijańskiej i biskup pomocniczy katowicki, absolwent VI LO[10];
- Jan Olesiński – medalista mistrzostw świata, olimpijczyk z Moskwy 1980, absolwent VI LO;
- Adam Gadomski – polski fizyk, absolwent VI LO.

## Sukcesy
- Konkurs Internet Award Scheme – W roku szkolnym 1999/00 szkoła zajęła 5 miejsce, w roku 2000/01 VI LO zajęło 2 miejsce, a w roku szkolnym 2001/02 i 2002/03 szkoła zwyciężyła w konkursie[11];
- Zespół Pieśni i Tańca Szopienice – Występ na światowym Festiwalu Młodzieży w Warszawie[12];
- Comenius – W ramach tego projektu uczniowie stworzyli przewodnik Giszowiec & Nikiszowiec... niedocenione piękno[13];
- Szkoła z klasą – akcja (popularyzowana przez Gazetę Wyborczą), w której wybiera się najwierniejsze placówki oświatowe w Polsce[14];
- Klub Starodrzewie – Klub młodzieżowy założony w 2004 roku, jego głównym celem jest rozwój kultury i nauki[15];
- Liczne osiągnięcia sportowe[16].

## Galeria

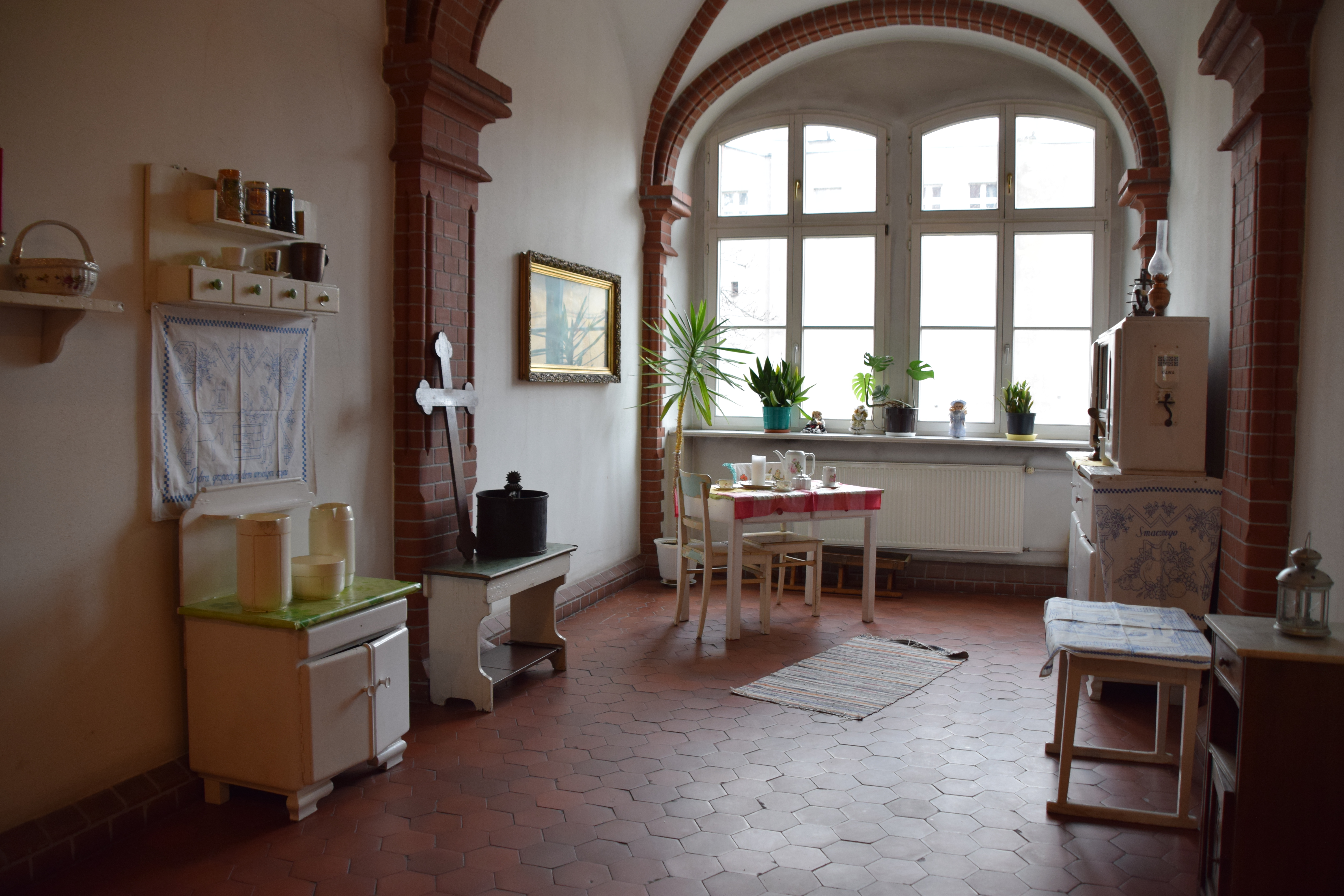
Kącik regionalny
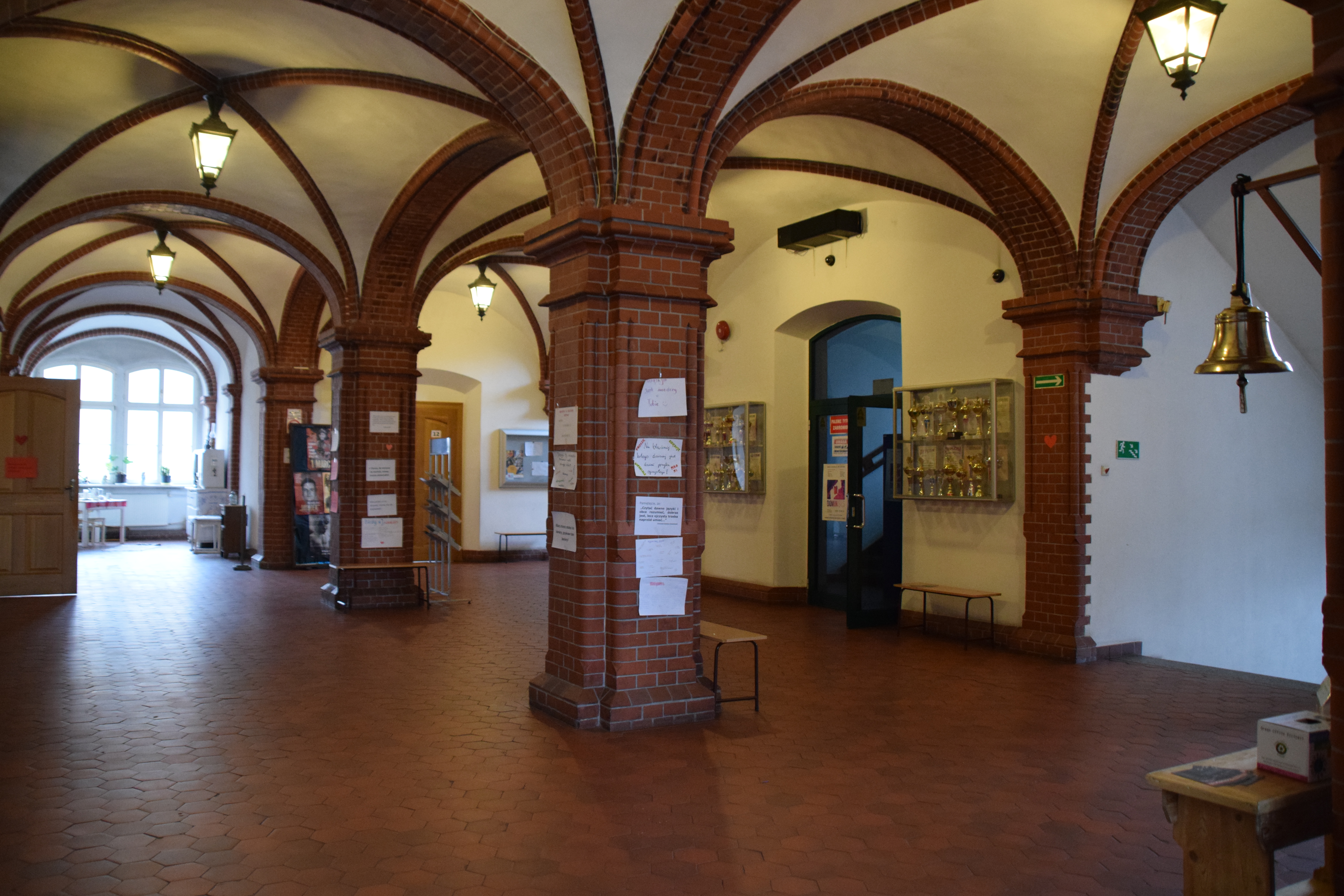
Korytarz szkolny
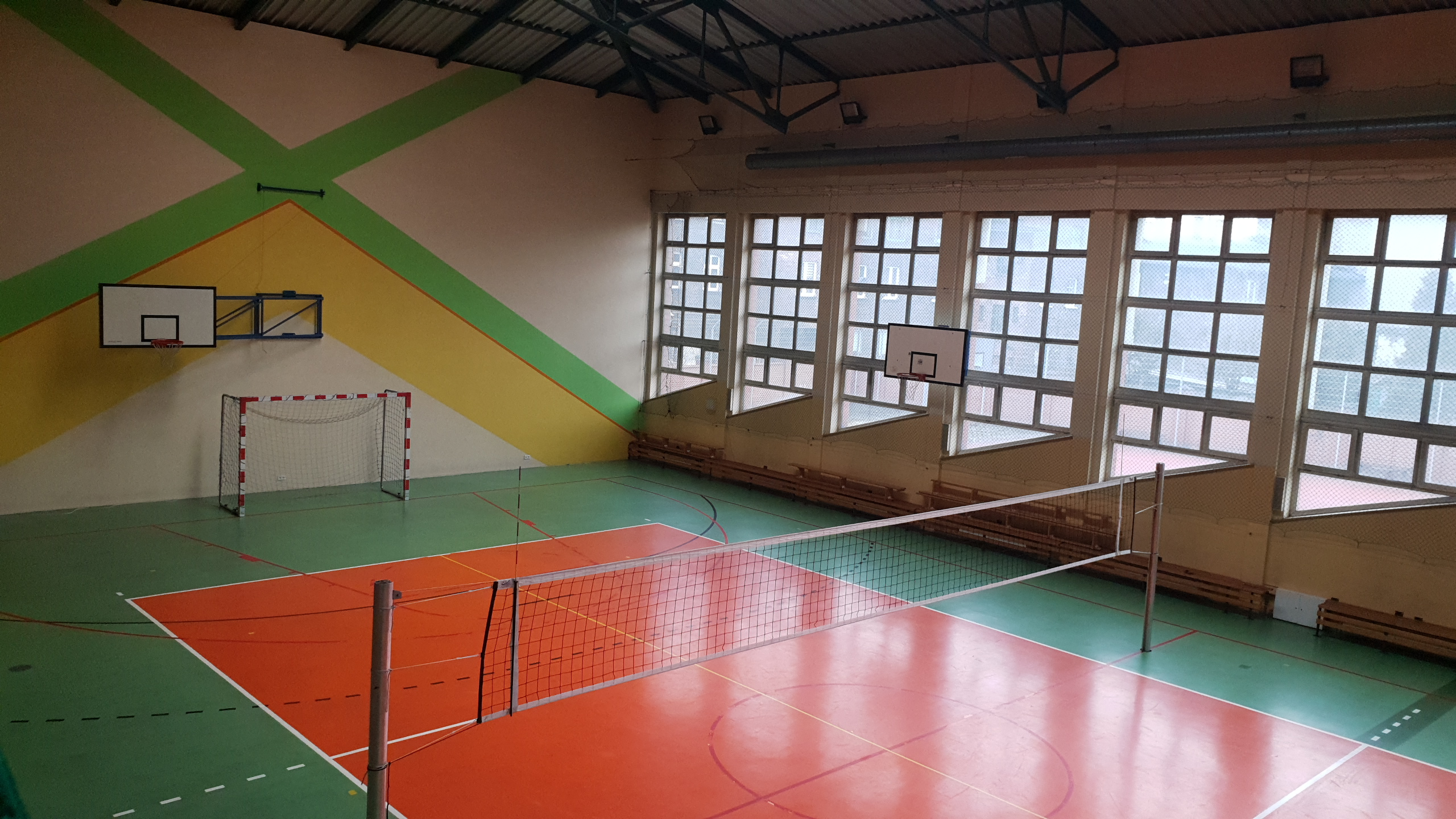
Sala gimnastyczna
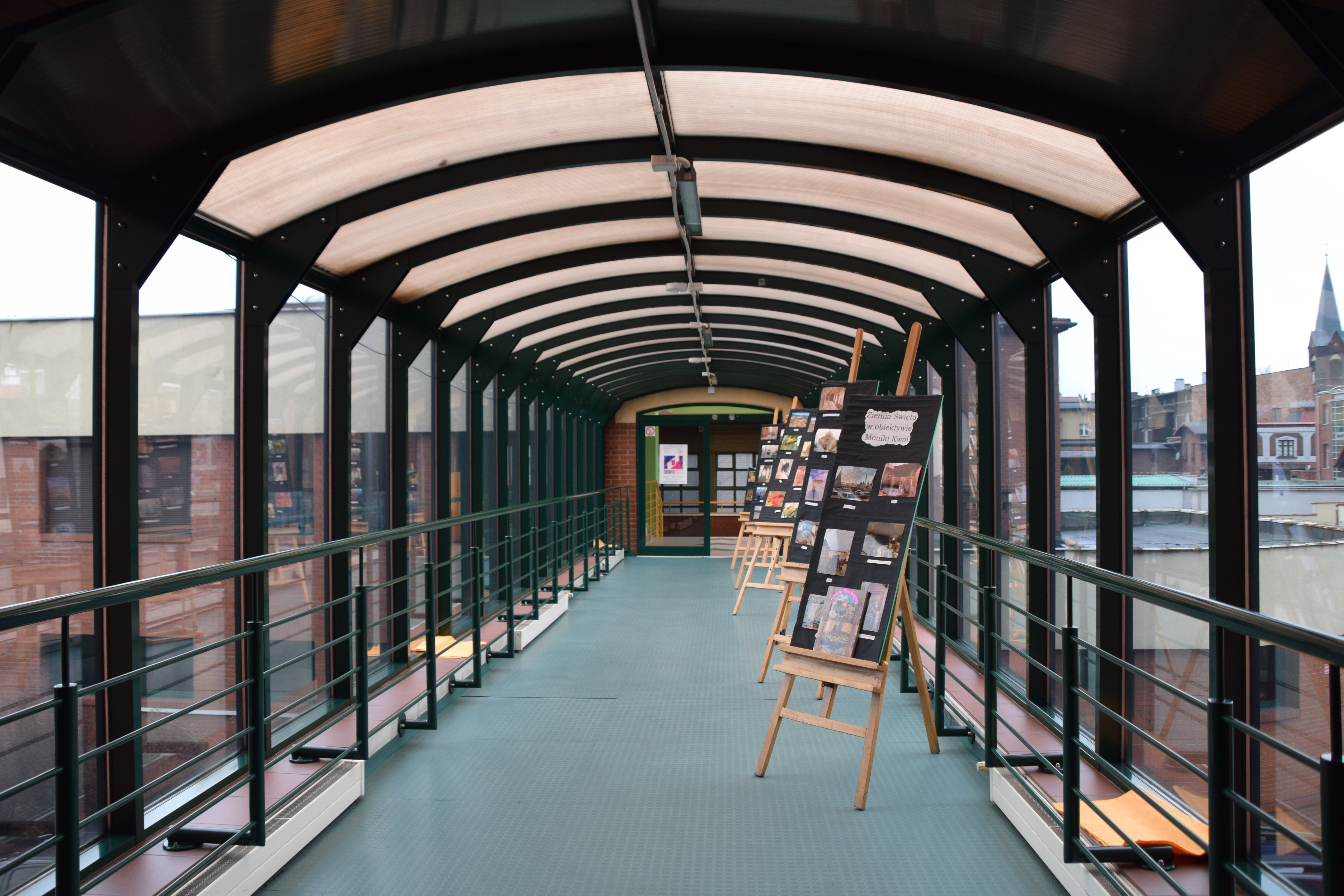
Przejście na salę gimnastyczną
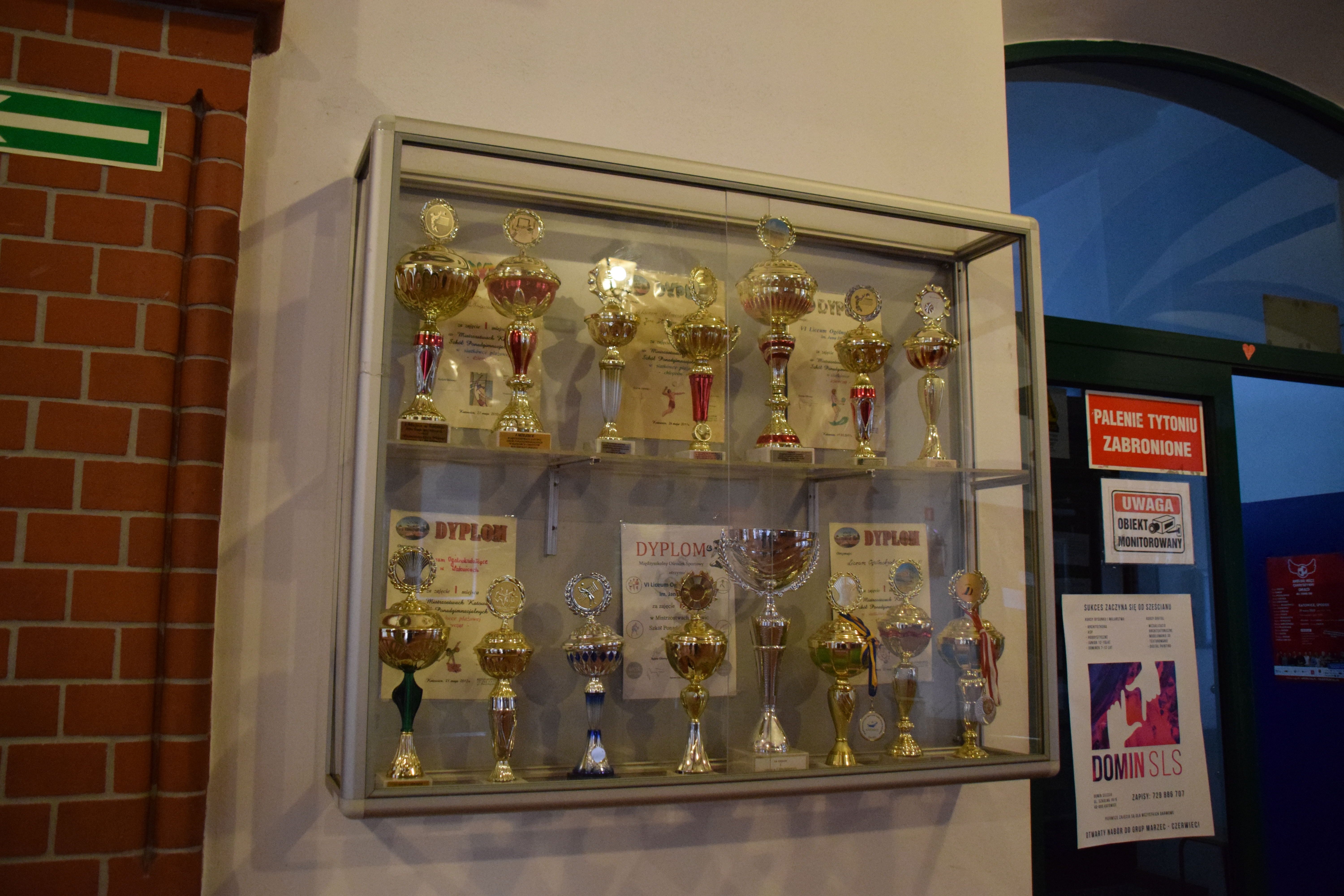
Puchary